# Владимир Стойчев
Владимир Димитров Стойчев e български офицер, генерал-полковник, военен, политически и спортен деец.

## Биография
Роден е на 24 март 1892 г. или на 7 април 1893 г. или 1892. Майка му е от албански произход. Елена Петрович, е дъщеря на Петро Петрович – Петраки Ефенди, знатен гражданин на Сараево. Неин брат е Аристотел Петрович, първият християнин кмет на Сараево след 1918 г., в новосъздадената държава. Владимир няма и 6 месеца, когато младото семейство Стойчеви се завръща в България и се установяват в София. Баща му, габровецът Димитър Стойчев е адютант на княз Александър Батенберг, дипломиран юрист в Швейцария и военен прокурор в делото срещу Морено Грасияни. Димитър Стойчев умира, още когато младият Владимир е на 11 г. Майката Елена успява да изпрати сина си при сестра си Даница във Виена. Неин съпруг е офицерът от кавалерията Артур фон Понграц, унгарец, потомствен благородник от Наг Сент Миклош, който по това време е адютант на император Франц Йозеф. С неговото съдействие във Виена младият Стойчев учи 7 години в австрийско средно военно училище „Мария Терезия“, където е заедно със синовете на короновани особи и богаташи от цял свят. Освен на учението, Стойчев залага и на спорта.
Взема участие в Балканските войни (1912 – 1913) и в Първата световна война (1914 – 1918). След това завършва Военното училище и Военната академия в София.
Като отличен ездач и спортист, Владимир Стойчев представя страната на олимпиадите в Париж (1924) и Амстердам (1928) , както и на други международни конни състезания. За победата си на състезанието в Люцерн през 1924 е награден с голяма сребърна купа и специалното звание „маестро“ на конния спорт. В периода 1931 – 1934 г. е военен аташе на България във Франция и Великобритания. Той е известен с ексцентричното си поведение, като при заминаването си за Париж издейства лично от цар Борис III дотам да бъдат превозени на държавни разноски неговите два коня.
През 1934 г. става началник на Софийската кавалерийска школа. Той е член на Военния съюз, който на 19 май 1934 г. организира военния преврат, но година по-късно е изолиран от управлението от цар Борис III. На 18 октомври 1935 г. Стойчев е уволнен от армията, заедно с други висши офицери, заподозрени в участие в опита за преврат. Отстранен е и от спортен клуб АС-23. През следващите години неколкократно е интерниран.
През 1944 година Владимир Стойчев е сред активните дейци на Военния съюз, който изиграва решаваща роля в осъществяването на Деветосептемврийския преврат. В нощта на акцията той е натоварен със завземането на телеграфната и телефонна станция (по това време евакуирани в сградата на Българската народна банка), а след това с довеждането в София на регентите, за да подпишат актовете за назначаване на новото правителство. След преврата Стойчев става член на Бюрото на Националния съвет на Отечествения фронт. Той е произведен в генералско звание и става член на БКП.
По време на участието на България в окончателния разгром на хитлеристка Германия (1944 – 1945) е командир на Първа българска армия. Под негово командване тя достига най-далечния рубеж на българската войска – Австрийските Алпи. На 8 май 1945 в Клагенфурт генерал-лейтенант Стойчев подписва споразумение за демаркация с командващия Пети корпус от Осма британска армия ген. Чарлз Кейтли. Ген. Владимир Стойчев е част от българската делегация на Парада на победата на СССР над Третия райх в Москва, проведен на 24 юни 1945 г. Той е единственият чуждестранен офицер на парада.
След 9 септември 1944 г. става председател на футболния отбор АС-23, а през ноември и на обединения Чавдар (София).
От 1945 г. до 1947 г. Владимир Стойчев е политически представител на България във Вашингтон и в Организацията на обединените нации (ООН). След завръщането си в България е избран за председател на Върховния комитет за физкултура и спорт при МС. През 1951 г. му е открито отчетно наблюдателно дело с псевдоним „Коняр“ от страна на Държавна сигурност по подозрение, че работи за френското разузнаване. От 1952 г. до 1982 г. е председател на Българския олимпийски комитет (БОК), а до 1990 г. е негов почетен председател. През 1952 г. е избран за член на Международния олимпийски комитет (МОК), какъвто продължава да бъде до 1987 г.
Народен представител в XXVII, XXVIII, XXIX, XXX, XXXI, XXXII, XXXIII, XXXIV и XXXV народно събрание между 1949 и 1990 г.
Умира на 27 април 1990 г. в София. Днес той е патрон на Спортното училище на ЦСКА „Генерал Владимир Стойчев“ с държавно финансиране.

## Памет
- От 1 септември 1974 г. Спортното училище на ЦСКА носи името „Генерал Владимир Стойчев“.
- На генерал Владимир Стойчев е наречена улица в квартал „Студентски град“ в София (Карта).
- На 22 октомври 2014 година е открит бюст-паметник на ген. Владимир Стойчев пред сградата на Министерството на младежта и спорта в София.
- На 24 февруари 2017 г. в Музея на съобщенията в Централна поща е пусната пощенска марка с лика на ген. Стойчев.
- 8 юни 2017 г. в град Жуков (Русия) е открита улица на името на ген. Владимир Стойчев.

## Военни звания
- Портупей-юнкер (1912)
- Подпоручик (22 септември 1913(1914?))
- Поручик (5 октомври 1916 (1917?))
- Капитан (1 април (юли?) 1919)
- Майор (1 януари 1928)
- Подполковник (3 септември 1932)
- Полковник (3 октомври 1936)
- Генерал-майор (3 октомври 1944?)
- Генерал-лейтенант (18 октомври 1944)
- Генерал-полковник (22 септември 1954)

## Награди
- ‎Орден „За храброст“ I ст.
- ‎Орден „За храброст“ II ст.
- ‎Орден „За храброст“ III ст.
- ‎Орден „За храброст“ IV ст.
- два пъти удостоен с почетното звание Герой на Народна република България“ (1978, 1982[15])
- Герой на социалистическия труд“ (1964)[16])
- – Орден Георги Димитров (1964)
- – Орден Георги Димитров (1973)
- – Орден "13 века България
- Орден „За народна свобода 1941-1944“ I ст.
- Орден „Девети септември“ I ст. с мечове
- Орден „Михаил Кутузов“ I ст. (СССР)
- Орден „Александър Суворов“ I ст. (СССР)
- Орден на Почетния легион офицерски кръст
- Орден „За заслуга“ (Франция)
- Орден „За военна заслуга“ I ст. (Испания)
- Орден „Партизанска звезда“ I ст. (Югославия)